# Josep Maria Subirachs

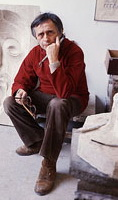
Josep Maria Subirachs

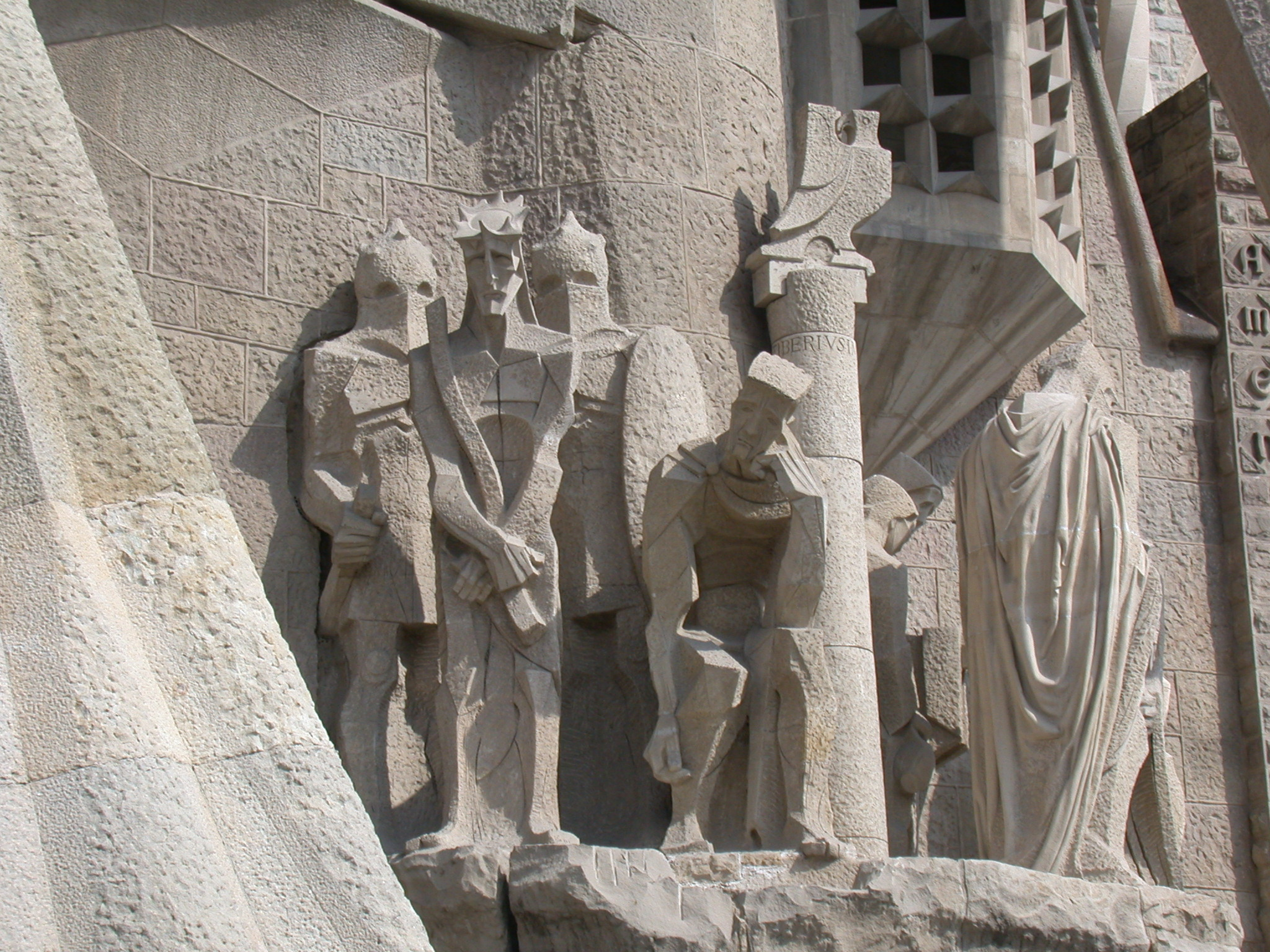
Detail façade Sagrada Familia, Barcelona

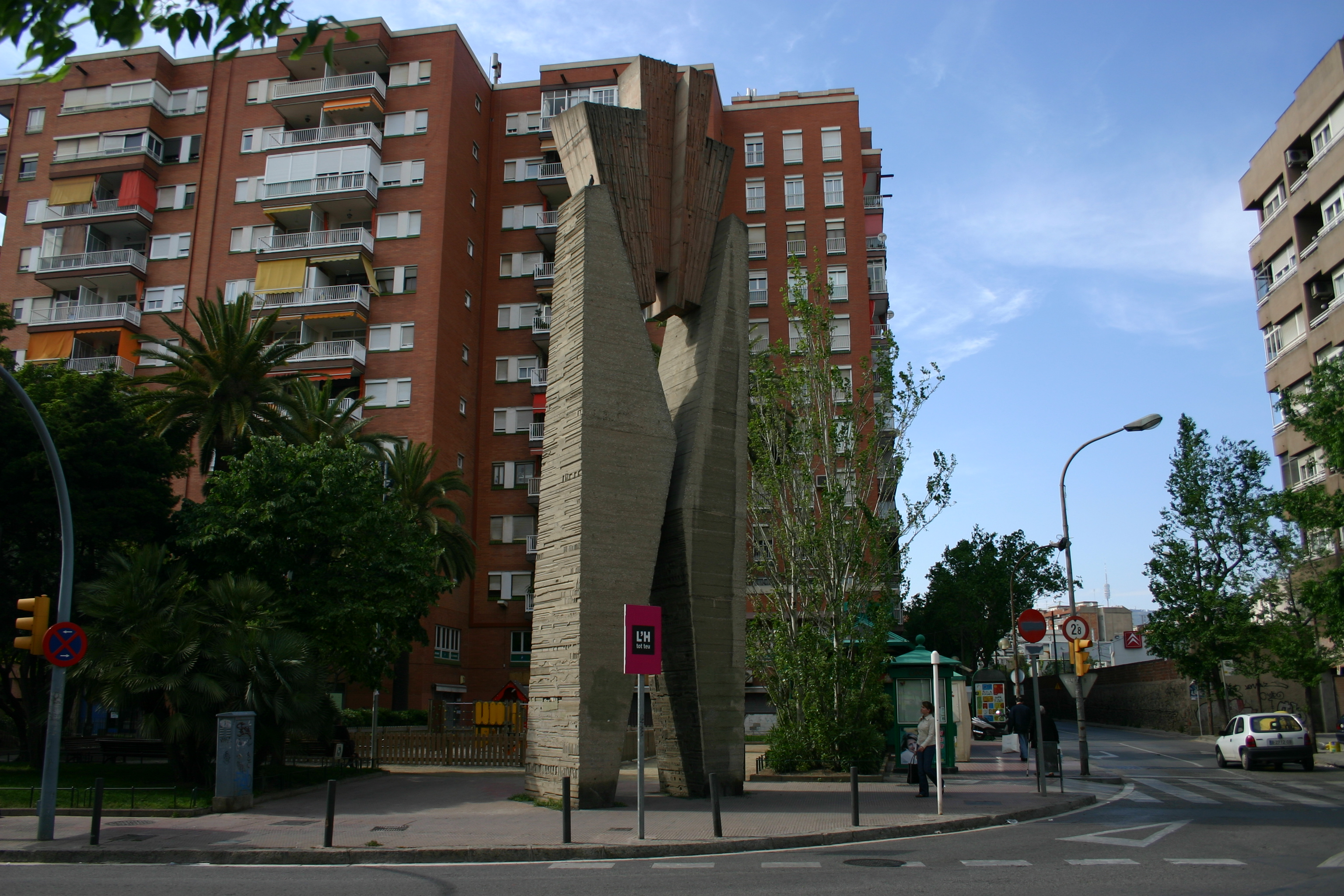
La Creu de Santa Eulàlia

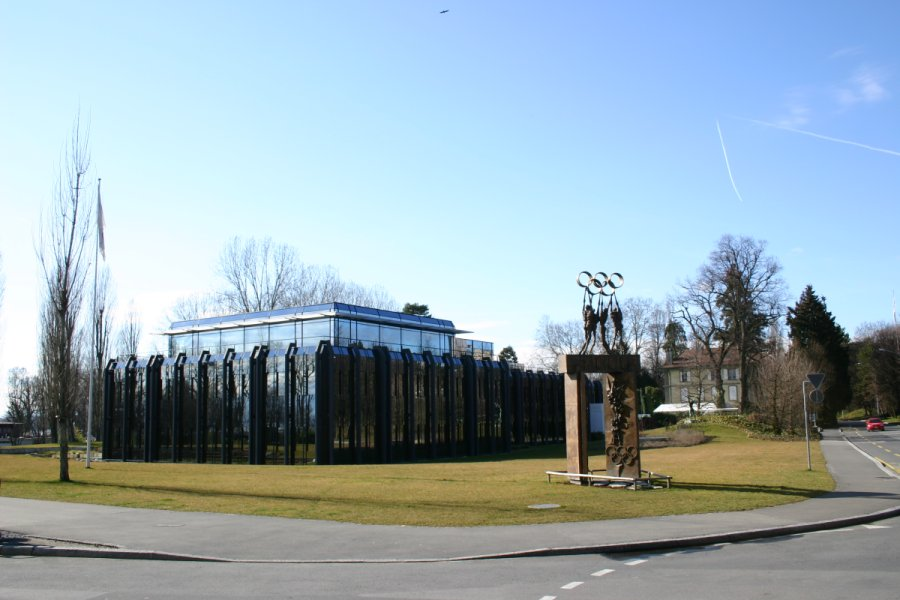
Olimpo (1983) Lausanne (IOC)

Josep Maria Subirachs (Barcelona, 11 maart 1927 – aldaar, 7 april 2014) was een Spaanse schilder en beeldhouwer.

## Leven en werk
Subirachs werkte van 1942 tot 1947 als leerling in het atelier van Enric Monjo en studeerde vanaf 1945 aan de Escola de Belles Artes de Barcelona. Van 1947 tot 1948 was zijn leraar Enric Casanovas. Zijn vroege werk werd geïnspireerd door de Franse beeldhouwer Aristide Maillol.
Zijn eerste solotentoonstelling vond plaats in 1948 in het Casa del Llibre in Barcelona. In 1951 trok hij naar Parijs en van 1954 tot 1956 verbleef hij op uitnodiging van de Belgische schilder Luc Peire in Brussel, hetgeen zijn internationale oriëntatie en zijn professionele instelling bevorderde. Hij woonde en werkte in België en exposeerde zijn werk in Brussel, Knokke en in 1955 tijdens de Biënnale Middelheim in Antwerpen.
Subirachs geldt als een pionier van de avant-garde beeldhouwkunst in Catalonië, die ondanks de vele invloeden zijn geheel eigen stijl heeft ontwikkeld.

## Werken (selectie)
- 1957: Forma 212, beeld in de Jardins de Mundet. Het was zijn eerste opdracht voor een abstract werk in de openbare ruimte van Barcelona
- 1963: Monument a Narcís Monturiol, Avinguda Diagonal in Barcelona
- 1966: Escuts de Barcelona, Casa de la Ciutat de Barcelona
- 1967: Espai / Temps
- 1967/68: zonder titel,[2] Ruta de la Amistad in Mexico-Stad t.g.v. de Olympische Zomerspelen 1968
- 1969: Reliëfs in de gevel van het nieuwe stadhuis van Barcelona
- 1972: Al otro lado del muro, beeldenpark Museo de Escultura al Aire Libre, Madrid
- 1973/74: Introversion, beeldenpark van het Parque Municipal García Sanabria in Santa Cruz de Tenerife
- 1976: Monument a Ramon Llull, Montserrat in Barcelona
- 1980/81: Matèria i forma, Stadhuis van Barcelona
- 1983: Olimpo, monument voor het IOC, Lausanne, Zwitserland
- 1983: Jònica,[3] Jardines S'Hort del Rei in Palma de Mallorca
- 1984: Monument voor Pau Casals in Sant Salvador del Vendrell, Tarragona
- 1987: Lijdensfaçade van de Temple de la Sagrada Família, Barcelona
- 1989: Monument Unión de Oriente y Occidente, Seoel, Zuid-Korea
- 1991: Monument voor President Macià op de Plaça de Catalunya, Barcelona
- 1993: Fries Iris op de Plaza de Colón, Madrid

## Trivia
- De in 2005 ontdekte planetoïde 134124 Subirachs werd naar hem vernoemd.

## Fotogalerij

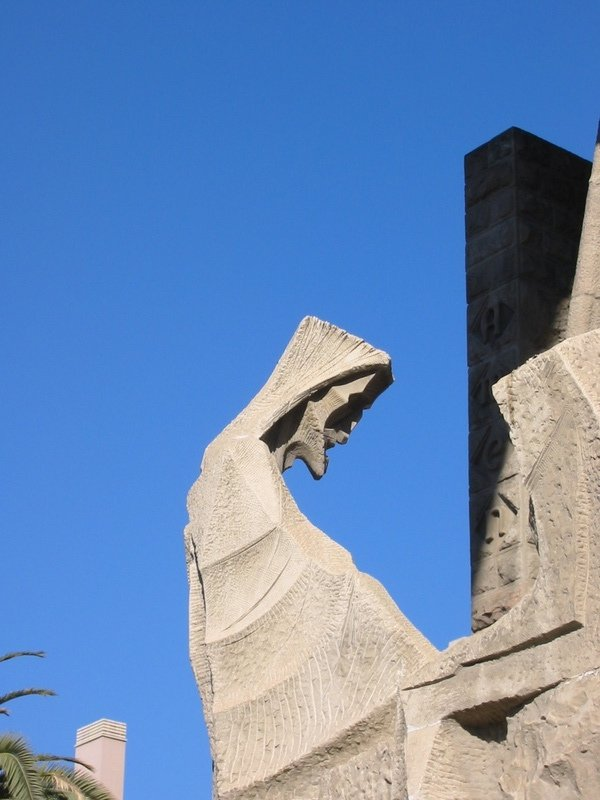
Sagrada Familia
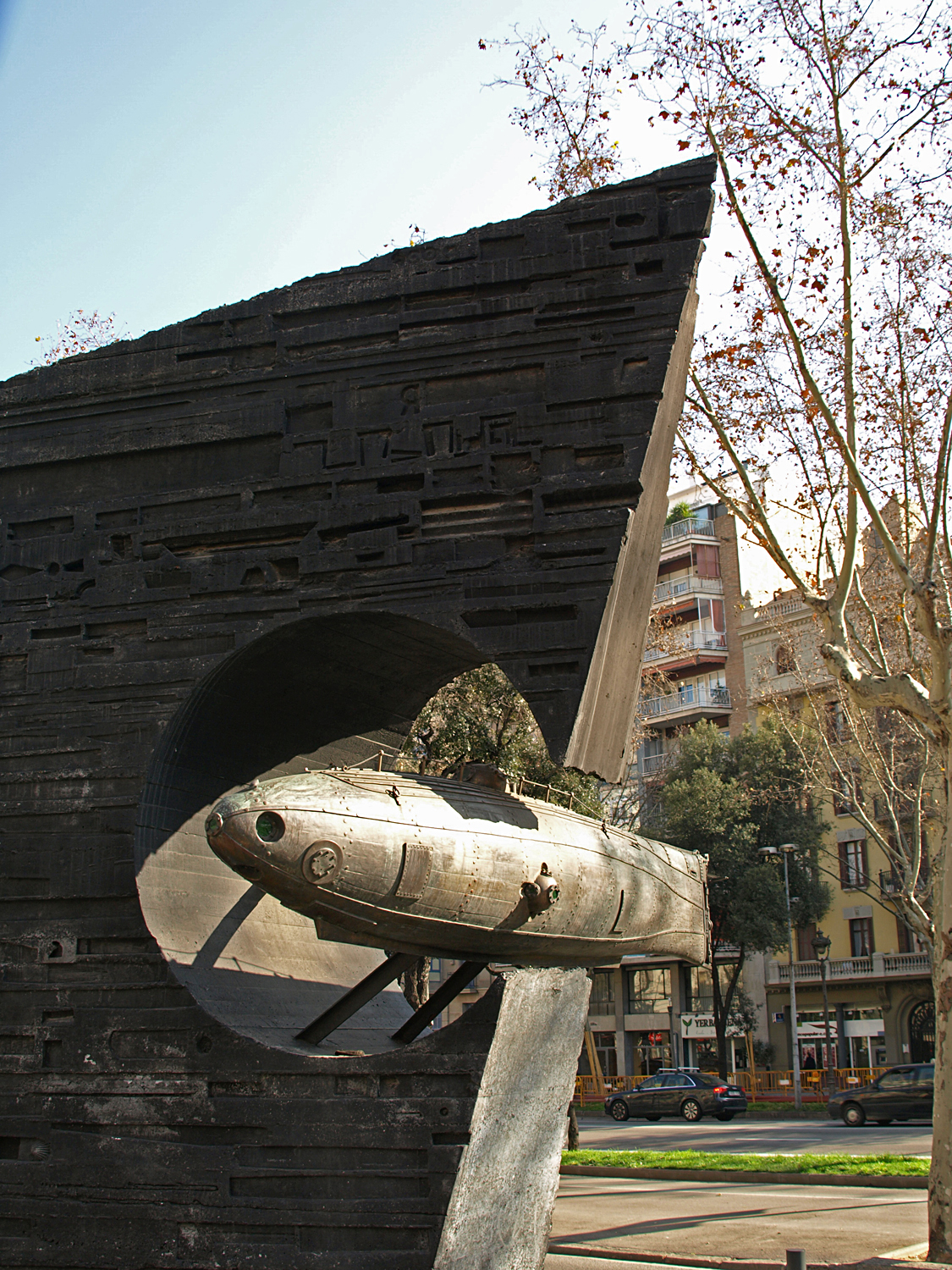
Monument a Narcís Monturiol (1963)
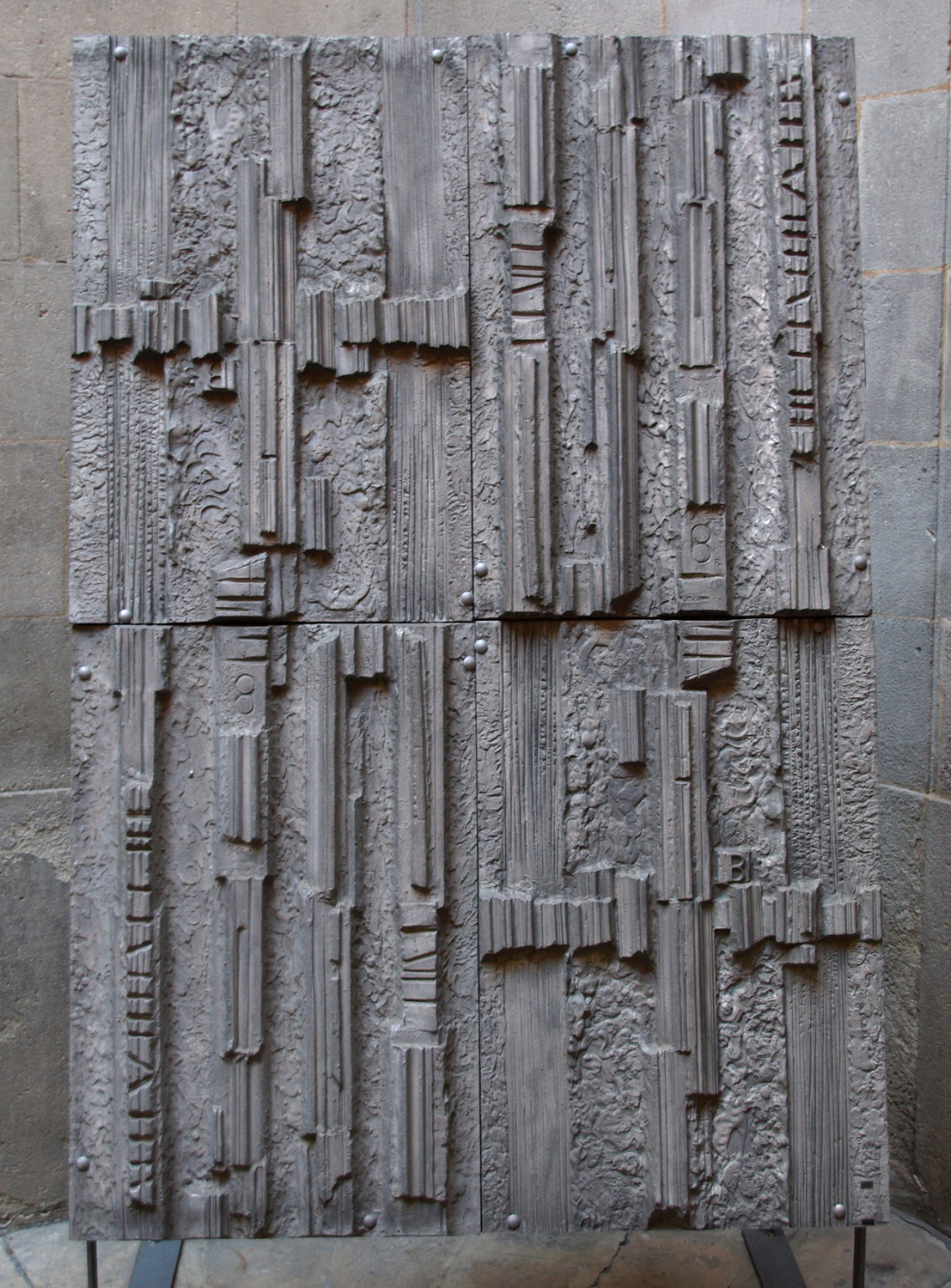
Escudos de Barcelona (1966)
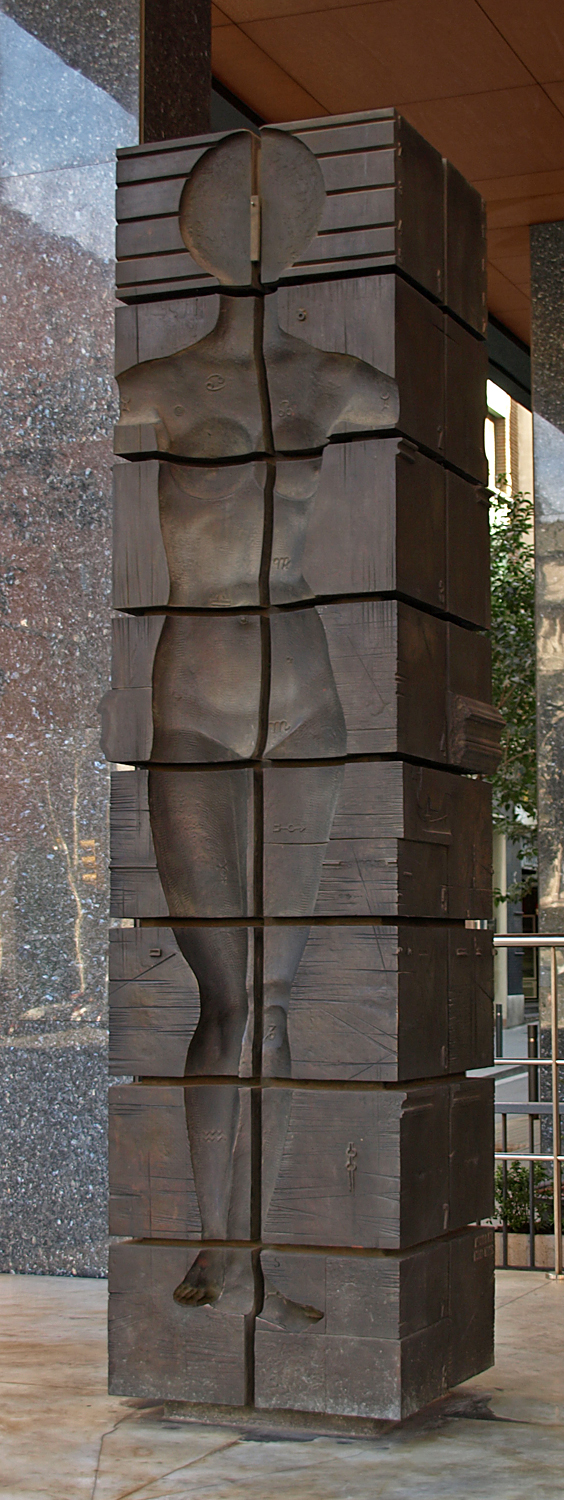
Espai Temps (1967)
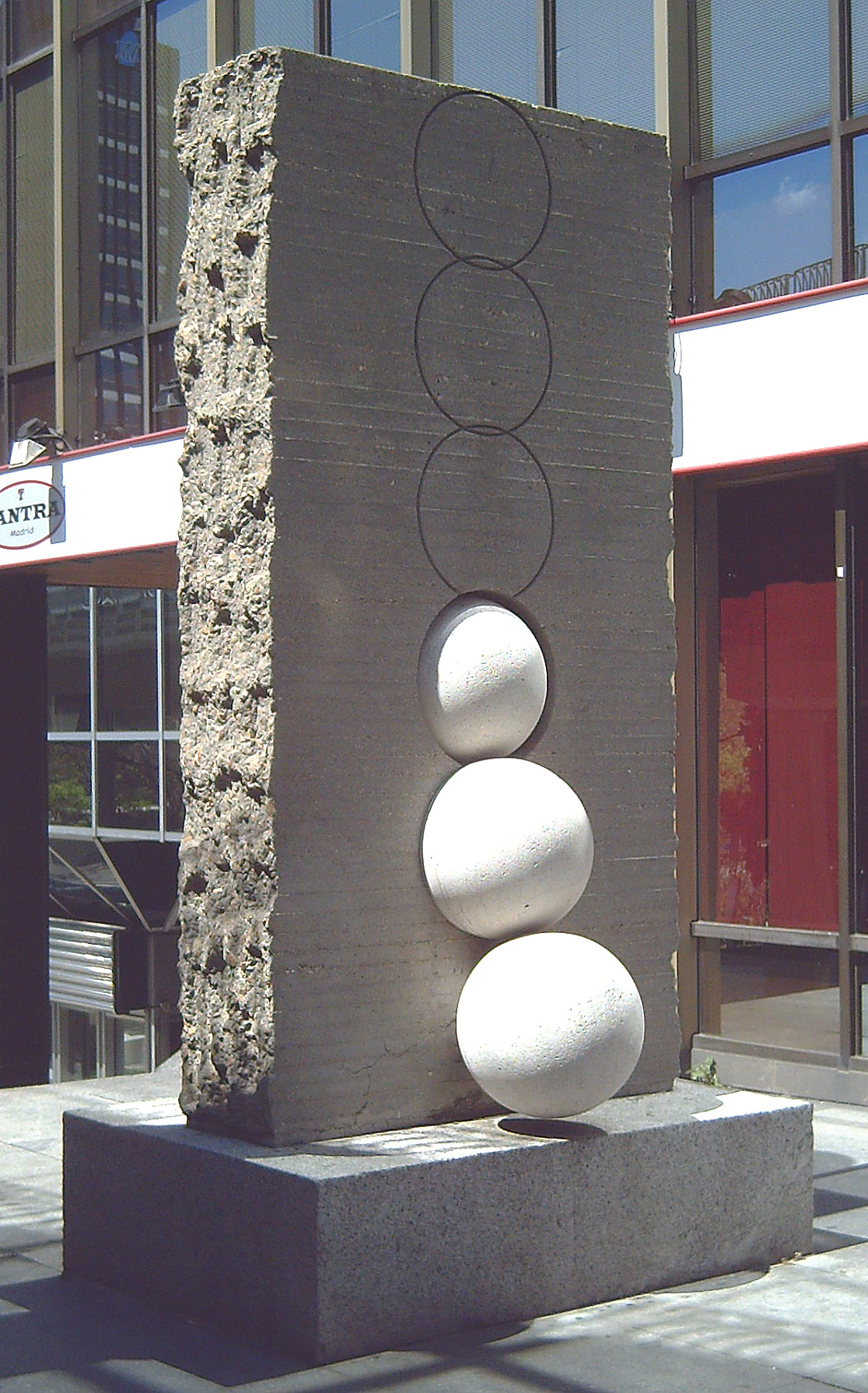
Al otro lado del muro (1972
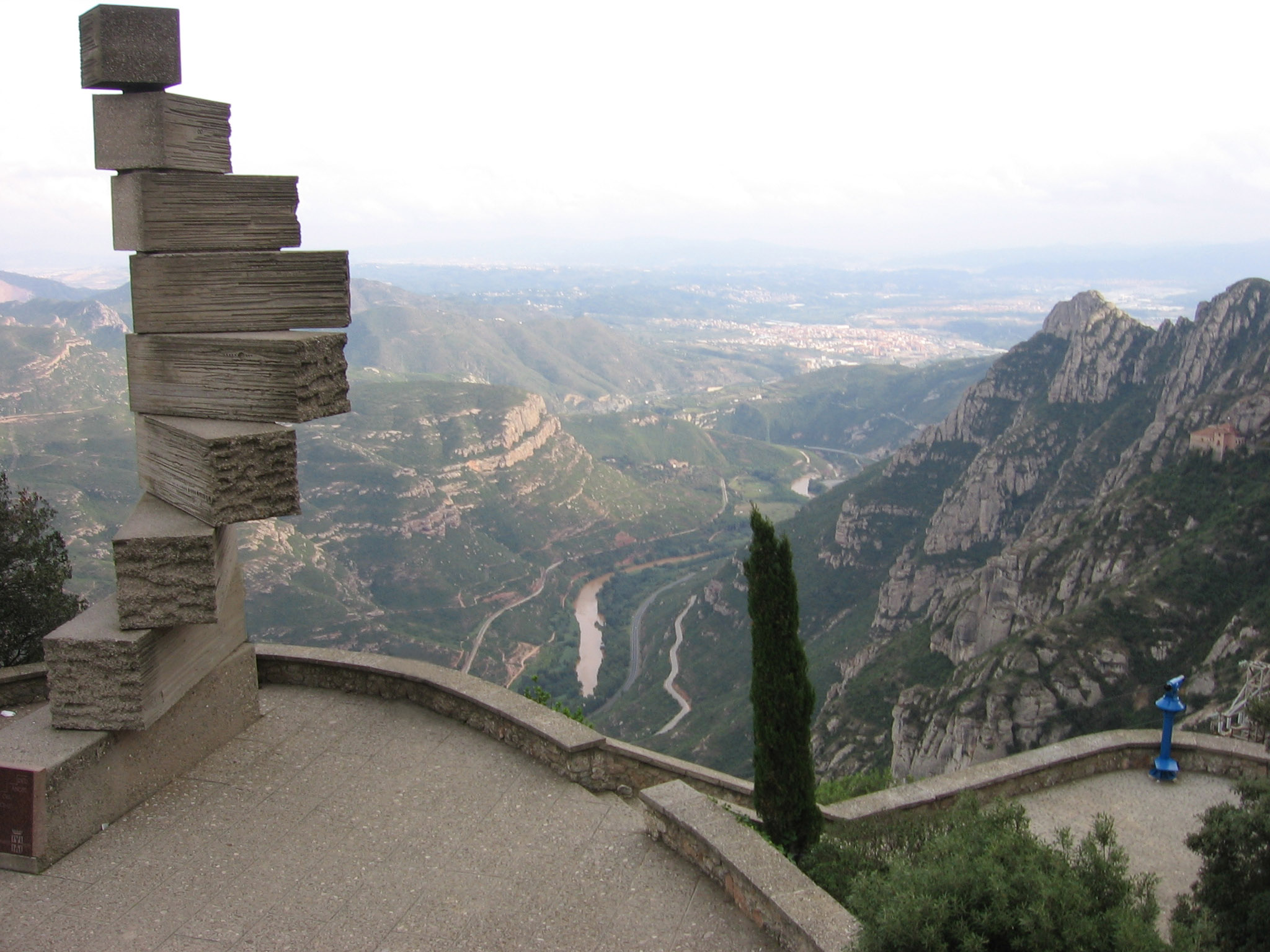
Monumento a Ramon Llull (1976)
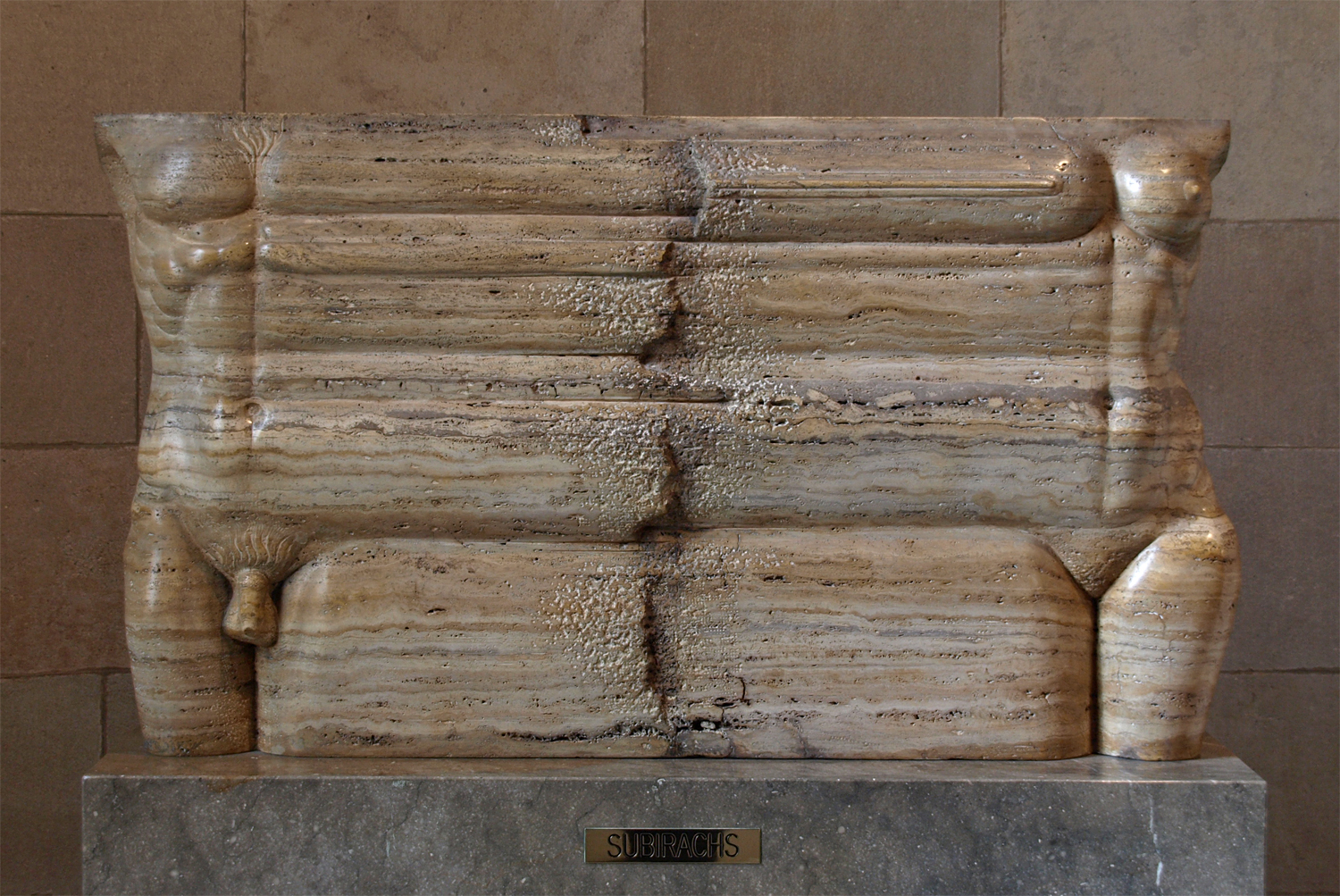
Matèria i Forma (1980/81)